# Волтон (округ, Флорида)
Шаблон:StateAbbr_ 30°37′ пн. ш. 86°10′ зх. д. / 30.61° пн. ш. 86.17° зх. д.
Во́лтон (англ. Walton County) — округ (графство) на північному заході штату Флорида. Центр — місто Де-Фаньяк-Спрінгс.
Площа округу становить 2739 км².
Округ був виділений з округу Ескамбія в 1824 році.
Населення округу — 55043 особи (2010).

## Населені пункти
В склад округу входять 2 міста (сіті) та 1 містечко (таун).
Міста
| Місто             | Населення, осіб | Рік  |
| ----------------- | --------------- | ---- |
| Де-Фаньяк-Спрінгс | 5089            | 2000 |
| Фріпорт           | 1190            | 2005 |

Містечка
| Містечко | Населення, осіб | Рік  |
| -------- | --------------- | ---- |
| Пакстон  | 656             | 2000 |

## Суміжні округи
- Женіва, Алабама — північний схід
- Голмс — схід
- Вашингтон — схід
- Бей — південний схід
- Окалуса — захід
- Ковінгтон, Алабама — північний захід